# Antonello de Folgore
Antonello de Folgore (falecido em 1590) foi um prelado católico romano que serviu como bispo de Sant' Angelo de' Lombardi-Bisaccia (1585–1590).

## Biografia
No dia 27 de novembro de 1585, Antonello de Folgore foi nomeado bispo de Sant'Angelo de' Lombardi-Bisaccia durante o papado de Sisto V. A 13 de dezembro de 1585, foi consagrado bispo por Giulio Antonio Santorio, cardeal-sacerdote de San Bartolomeo all'Isola, com Giovanni Battista Pietralata, bispo emérito de Sant' Angelo de' Lombardi-Bisaccia, e Andrea Canuto, bispo de Oppido Mamertina, servindo como co-consagradores. Serviu como Bispo de Sant' Angelo de' Lombardi-Bisaccia até à sua morte em 1590.